# Ahmed Cheheima
Ahmed Cheheima (en arabe : أحمد شحيمة) est un footballeur algérien né le 8 avril 1992 à Sour El Ghozlane, dans la banlieue de Bouira. Il évolue au poste de défenseur au NRB Teleghma.

## Biographie
Avec le club de la JSM Béjaïa, il participe en 2013 à la Ligue des champions d'Afrique et à la Coupe de la confédération.

## Palmarès
- Finaliste de la Coupe d'Afrique des moins de 17 ans en 2009 avec l'équipe d'Algérie[2]